# Erikas Venskus
Erikas Venskus (Biržai, 28 mei 2000) is een Litouws basketballer.

## Carrière
Venskus speelde vanaf het seizoen 2017/18 voor de tweede ploeg van BC Žalgiris Kaunas in de Litouwse tweede klasse. Het volgende seizoen maakte hij zijn debuut in de eerste klasse. Hij speelde voornamelijk voor de tweede ploeg. In 2020 werd hij uitgeleend naar KK Lietkabelis en speelde een seizoen voor hen. In het seizoen 2021/22 speelde hij voor KK Prienai.
In 2022 tekende hij bij de Nederlandse eersteklasser ZZ Leiden war hij een seizoen speelde in de BNXT League. Het volgende seizoen bleef hij in de BNXT League en tekende bij Spirou Charleroi. In 2024 tekende hij opnieuw in Litouwen bij eersteklasser Jonavos KK.